# Konstytucja Wolnego Miasta Krakowa (1815)

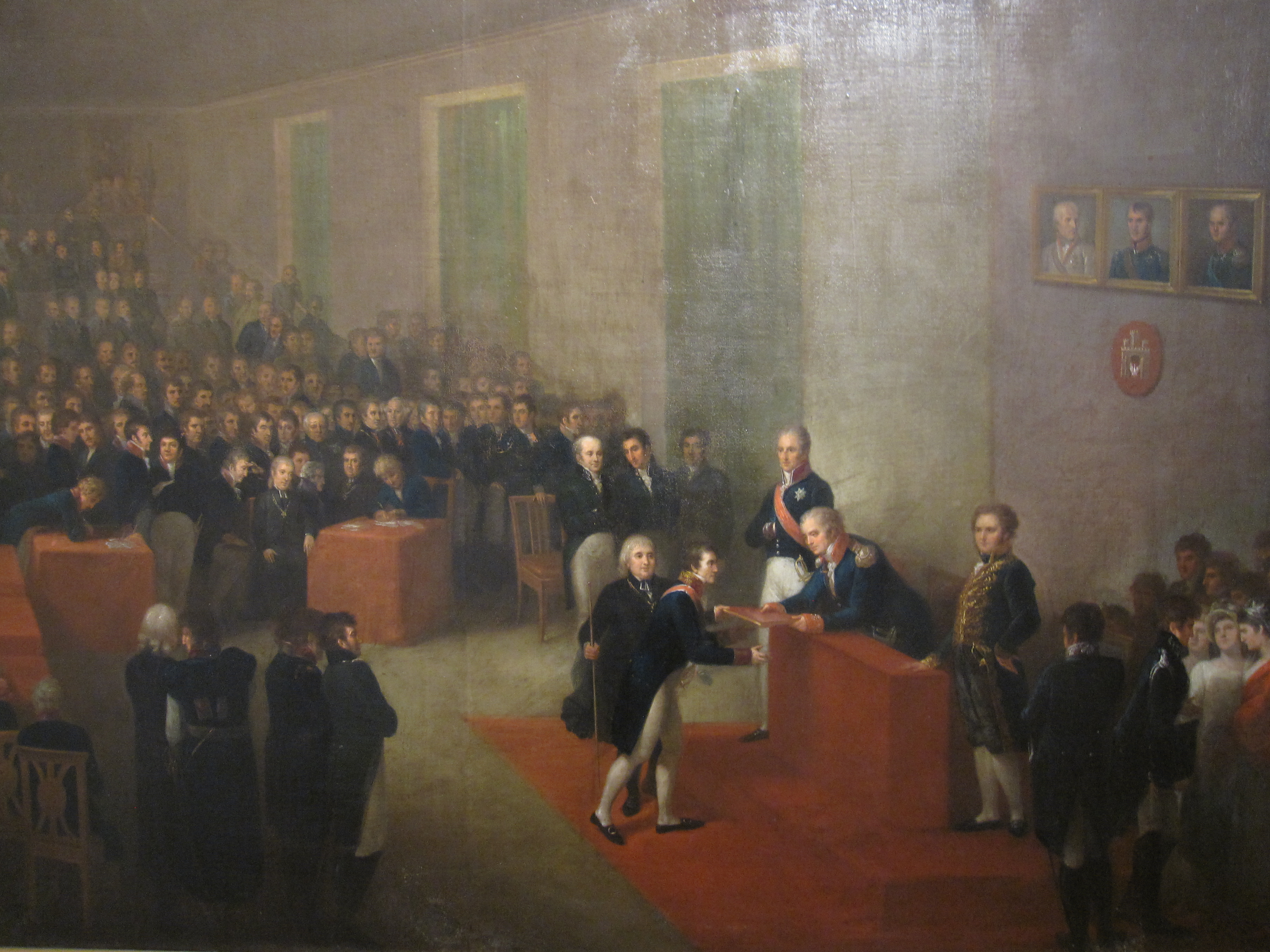
Nadanie konstytucji Wolnemu Miastu Krakowowi, obraz pędzla Józefa Brodowskiego, na ścianie portrety trzech monarchów zaborczych

Konstytucja Wolnego Miasta Krakowa i jego okręgu z 3 maja 1815 roku, a jej wersja rozszerzona 11 września 1818 roku (traktowana przez część histografii jako oddzielna Konstytucja Wolnego Miasta Krakowa i jego okręgu z 1818) – ustawa zasadnicza regulująca ustrój prawny Wolnego Miasta Krakowa w latach 1815–1833.
Konstytucja Wolnego Miasta Krakowa została narzucona nowo powstałemu państwu tym samym aktem, którym w praktyce powołane ono zostało do istnienia – traktatem dodatkowym zawartym pomiędzy trzema mocarstwami zaborczymi 3 maja 1815 roku, włączonym później do ostatecznego aktu kongresu wiedeńskiego, podpisanego 9 czerwca tego samego roku. Ogłoszona w Wiedniu konstytucja, opracowana została w pośpiechu (z udziałem księcia Adama Czartoryskiego) i od samego początku nie była uważana za ostateczną. Powołano niezwłocznie Komisję Organizacyjną, w skład której wchodzili reprezentanci trzech państw zaborczych. Komisja ta do 1818 roku opracowała bardziej szczegółowe ramy ustrojowe Wolnego Miasta – 11 września 1818 roku odbyła się uroczystość ogłoszenia tzw. konstytucji rozwiniętej, a dzień ten został uznany za święto państwowe Rzeczypospolitej Krakowskiej. 
Konstytucja zadecydowała o dominacji w Wolnym Mieście Senatu Rządzącego, który formalnie stanowił organ władzy wykonawczej. Miał jednak inicjatywę ustawodawczą oraz wyłączne prawo organizowania administracji i policji, a także nadzór nad sądownictwem i prawo łaski. Miał składać się z 12 członków, 6 dożywotnich i 6 czasowych (kadencje 1-roczne), oraz prezesa wybieranego przez Zgromadzenie Reprezentantów co trzy lata. 8 senatorów (4 dożywotnich i czasowych) powoływało Zgromadzenie, pozostali byli delegowani przez uniwersytet i kapitułę katedralną krakowską.
Zgromadzenie Reprezentantów było organem uchwałodawczym. Dla ważności jego uchwał konieczna była większość 7/8 reprezentantów. Zgromadzenie składało się z 41 członków i miało być zwoływana co roku. Miało ustanawiać i kontrolować wykonanie budżetu, wybierać senatorów i prezesa Senatu oraz wybierać sędziów. Członkowie Zgromadzenia byli częściowo wybierani przez gminy (26 reprezentantów z 26 gmin), w pozostałym zaś zakresie delegowani przez Senat, uniwersytet i kapitułę. Obradom przewodniczył jeden z senatorów.
Kraj podzielony został na 28 gmin (11 miejskich obejmujących Kraków i jego przedmieścia, w tym 2 żydowskie, oraz 17 wiejskich). Na ich czele stali wójtowie. Gminy stanowiły jednocześnie okręgi wyborcze (z wyjątkiem gmin żydowskich, pozbawionych praw politycznych). Konstytucja zakładała obieralność wyższych urzędników i sędziów – czynne i bierne prawo wyborcze było jednak uzależnione od wysokiego cenzusu majątkowego lub wykształcenia. M.in. członkowie Izby i senatorowie musieli spełniać warunek posiadania studiów wyższych (wyjątek przewidziano dla osób sprawujących funkcje z nominacji królewskiej lub wyboru sejmików w okresie Księstwa Warszawskiego oraz osób powoływanych przez „dwory opiekuńcze”).
Konstytucja gwarantowała wolność osobistą chłopów i równość wobec prawa; nienaruszalność własności prywatnej; niezależność sądownictwa i jawność procedur sądowych. Językiem urzędowym był język polski.
Tak sformułowana konstytucja dawała przewagę czynnikom konserwatywnym, szczególnie ziemiaństwu. Mimo to w okresie jej obowiązywania kilkakrotnie pojawiały się postulaty jej reformy, zarówno ze strony sprawujących władzę, jak i państw zaborczych. Ostatecznie, po powstaniu listopadowym przedstawiciele dworów opiekuńczych zmienili ustrój państwa, nadając w 1833 roku Wolnemu Miastu nową konstytucję, znacznie zmniejszającą liberalne swobody i zwiększającą kontrolę dworów opiekuńczych (którą te i tak praktycznie sprawowały wcześniej, np. w 1827 roku unieważniających uchwały Zgromadzenia Reprezentantów z 1827 roku, w tym wybór prezesa Senatu).